# Thomas L. Kennedy
Thomas Laird Kennedy (Mississauga, 15 de agosto de 1878 - Mississauga, 13 de febrero de 1959) fue un político canadiense en la provincia de Ontario. Fue brevemente Primer ministro de Ontario en el verano de 1948 a 1949, durante ocho meses. Fue elegido por primera vez como miembro conservador de Peel en la elección provincial 1919. Él había sido un antiguo residente de Streetsville (ahora parte de Mississauga), Ontario, donde fue Master de la River Park Masonic Lodge (Logia Masónica de River Park) en 1908 y 1909.